# 大宮・所沢 - 名古屋線

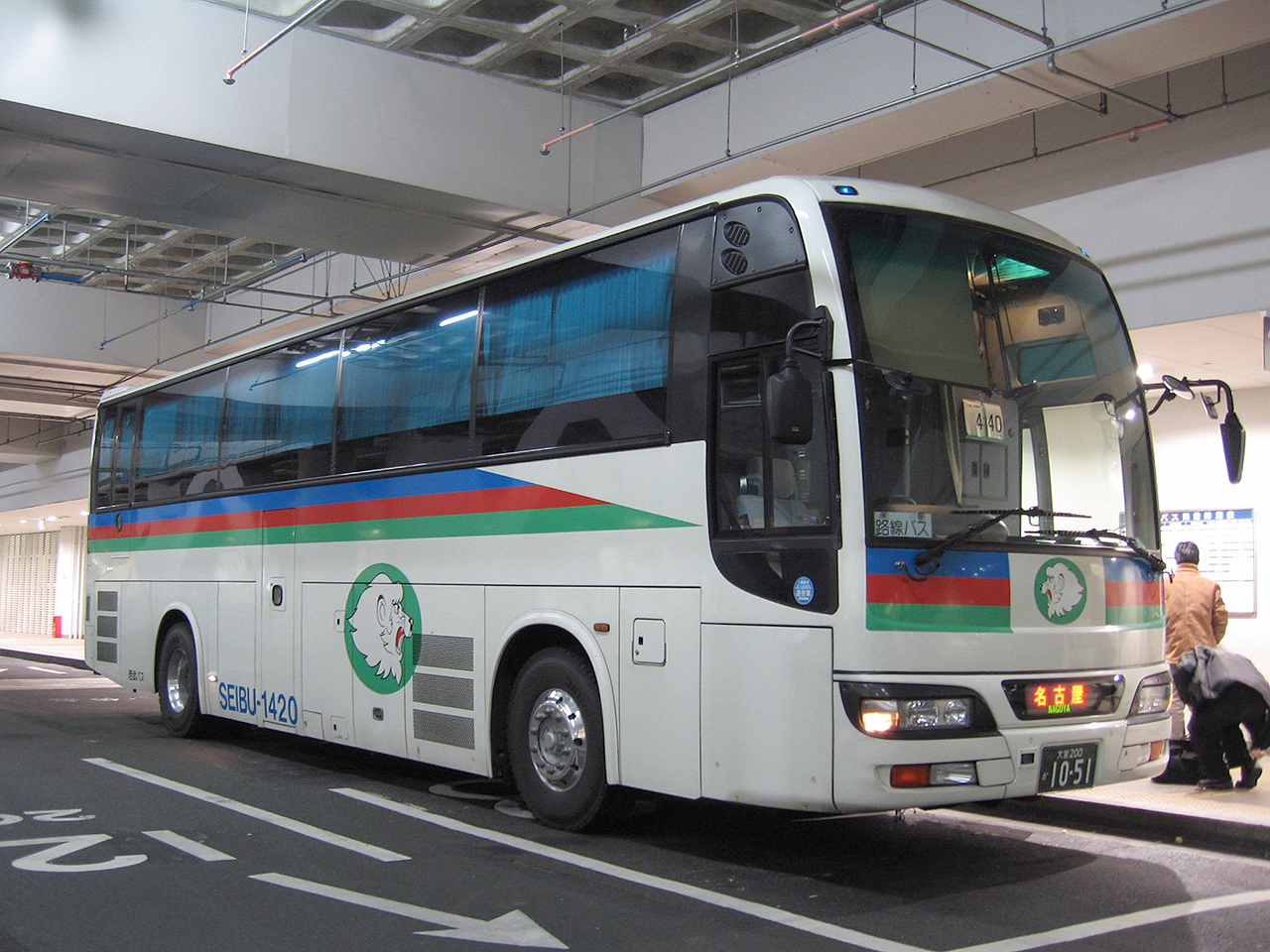
西武バスの大宮～名古屋線

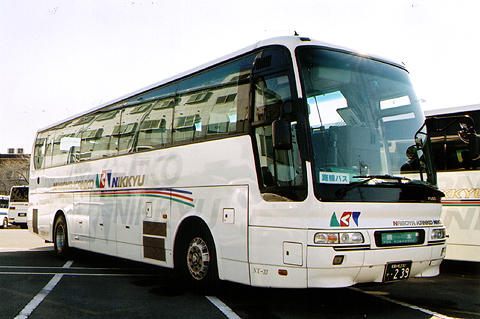
名古屋観光日急バスの同型式車両（熊本線）

大宮・所沢 - 名古屋線（おおみや・ところざわ - なごやせん）は、かつて埼玉県さいたま市・所沢市と愛知県名古屋市を結んでいた夜行高速バスである。2008年6月30日の出発便をもって運行を終了した（後述）。

## 沿革
- 2004年12月18日 - 運行開始
- 2008年6月30日 - 運行終了[1]。

## 停車停留所と運行経路
太字は停留所。
西武バス大宮営業所～埼玉県道2号さいたま春日部線～国道17号～大宮駅西口～国道17号～国道17号新大宮バイパス～国道463号～東所沢駅～埼玉県道・東京都道179号所沢青梅線～所沢駅東口～埼玉県道・東京都道179号所沢青梅線～国道16号～東京都道166号瑞穂あきる野八王子線～国道16号～(八王子IC)～中央自動車道～(小牧JCT)～名神高速道路～(小牧IC)～名古屋高速11号小牧線～(楠JCT)～名古屋高速1号楠線～(東片端JCT)～名古屋高速都心環状線～(新洲崎JCT)～名古屋高速5号万場線～(黄金出入口)～名鉄バスセンター
※途中、談合坂SA・恵那峡SAで休憩

## 所要時間・運賃
西武バス大宮営業所～名鉄バスセンター
- 8時間30分　片道6,300円 往復11,340円

大宮駅西口～名鉄バスセンター
- 8時間20分　片道6,300円 往復11,340円

東所沢駅～名鉄バスセンター
- 7時間40分　片道6,300円 往復11,340円

所沢駅東口～名鉄バスセンター
- 7時間30分　片道6,300円 往復11,340円

※回数券　22,000円 4枚綴り・6ヶ月間有効

## 運行会社
- 西武バス
- 名古屋観光日急

## 使用車両
両社ともスーパーハイデッカー独立3列シート車が使用される。